# Cavia (Burgos)
Pour les articles homonymes, voir Cavia (homonymie).
Cavia est une commune d'Espagne de la province de Burgos dans la communauté autonome de Castille-et-León.

## Administration
| Période                                  | Période | Identité                    | Étiquette | Qualité |
| ---------------------------------------- | ------- | --------------------------- | --------- | ------- |
| 2007                                     |         | María Elena González Paisán | PP        |         |
| Les données manquantes sont à compléter. |         |                             |           |         |